# 若夫里港

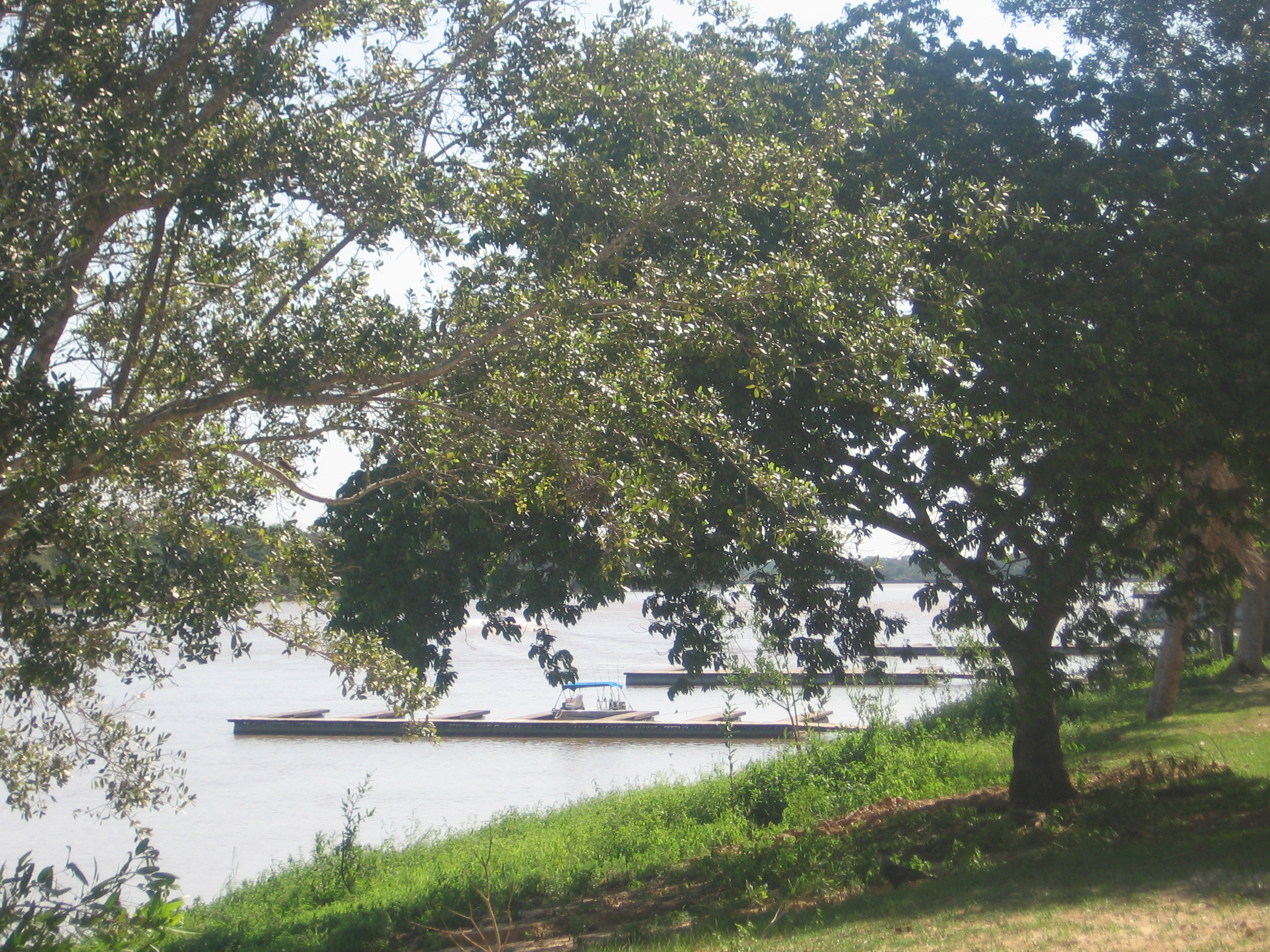
若夫里港看到的库亚巴河的景观.

若夫里港是巴西马托格罗索州的一个市镇，位于马托格罗索州西部的库亚巴河流域。潘塔納爾馬托格羅索國家公園位于其下游地区。